# Ann Arbor Railroad

Logo der Ann Arbor Railroad bis 1963

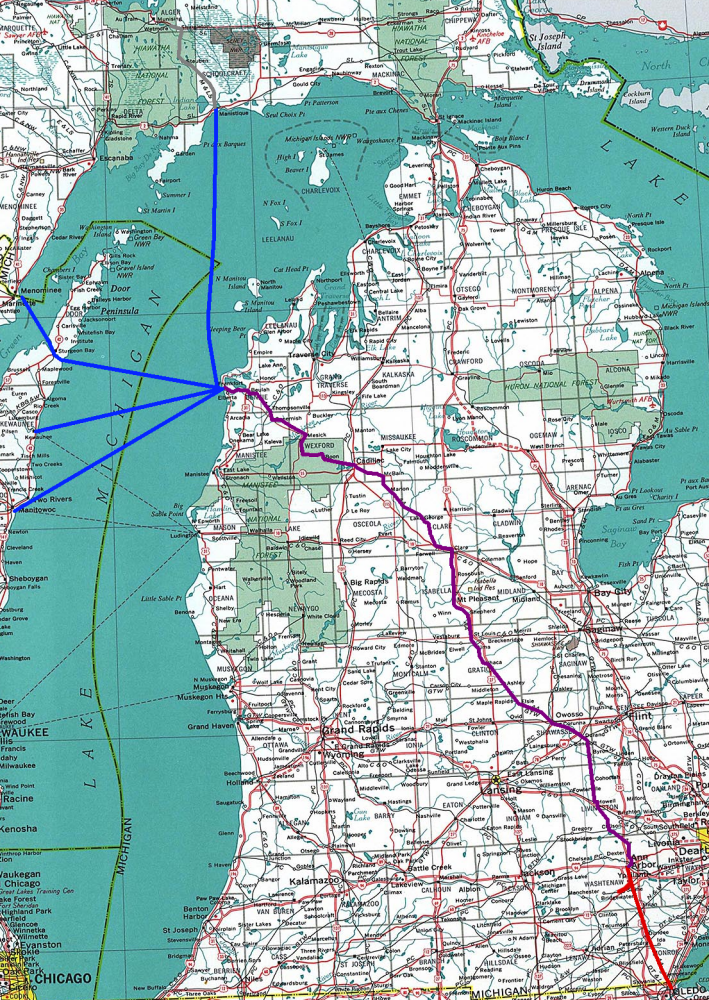
Karte der Ann Arbor Railroad

Die Ann Arbor Railroad (AA) ist eine amerikanische Eisenbahngesellschaft der Class 3 in Michigan. Sitz des im Eigentum der Watco Companies befindlichen Unternehmens ist Toledo. Die Gesellschaft befährt eine 86 km lange Strecke zwischen Ann Arbor und Toledo (Ohio). Im Einsatz sind 5 Lokomotiven der Baureihen EMD GP38 und GP 39-2. Wichtigster Knotenpunkt ist Toledo, wo Verbindungen zur Canadian National Railway, zur CSX, zur Norfolk Southern und zur Wheeling and Lake Erie Railroad bestehen. Weitere  Verbindungen bestehen zur Tuscola and Saginaw Bay Railway und zum Indiana & Ohio Rail System.

## Geschichte
Die Geschichte der Bahngesellschaft geht zurück bis an den Beginn der 1870er Jahre, als zwei Eisenbahngesellschaften begannen, eine Bahnstrecke zwischen Ann Arbor und Toledo zu errichten. In den nächsten zwanzig Jahren folgten aufeinander verschiedene Bahngesellschaften beim weiteren Ausbau und Betrieb der Strecke, die bis Frankfort am Michigansee verlängert wurde. Von Frankfort aus wurden Eisenbahntrajekte nach Manitowoc, Kewaunee, Menominee und Manistique eingerichtet.
Am 21. September 1895 wurde dann die Ann Arbor Railroad aus der Reorganisation einer Vorläufergesellschaft gegründet. Von 1905 bis 1910 war die Gesellschaft im Eigentum der Detroit, Toledo and Ironton Railroad (DT&I). 1911 erfolgte der Kauf der Manistique and Lake Superior Railroad (M&LS). Diese Bahngesellschaft befuhr eine Strecke von Manistique nach Norden bis nach Shingleton.
Ab 1925 erlangte die später von der Pennsylvania Railroad kontrollierte Wabash Railway die Kontrolle über die Ann Arbor und besaß 1930 97 % der Aktien. Ab dem 4. Dezember 1931 bis zum 1. Januar 1943 war das Unternehmen in einem Konkursverfahren. Der letzte Personenzug fuhr 1950 und ab 1951 war der Lokomotivpark vollständig auf Diesellokomotiven umgestellt.
1963 werden die Anteile der Pennsylvania Railroad an der Ann Arbor an die „Detroit, Toledo and Ironton“ verkauft. 1968 wurde die M&LS sowie die dazugehörige Fährlinie stillgelegt, zwei Jahre später folgte die Fährroute nach Menominee. Am 16. Oktober 1973 musste die Gesellschaft erneut Konkurs anmelden. Am 1. April 1976 wurde der eigene Betrieb eingestellt und von Conrail übernommen. Der Staat Michigan erwarb die Bahngesellschaft und beauftragte ab dem 1. Oktober 1977 die neu gegründete Michigan Interstate Railway mit dem Betrieb der Strecke. Damit verschwand der Name Ann Arbor Railroad. Die letzten beiden vorhandenen Fährverbindungen wurden im April 1982 eingestellt. 1983 wurde der Betrieb der Strecke zwischen Toledo und Frankfort auf drei Gesellschaften (Michigan Interstate (MI): Toledo–Ann Arbor, Tuscola and Saginaw Bay Railway (TSB): Ann Arbor–Alma, Michigan Northern (MIGN): Alma–Frankfort) aufgeteilt, wobei die TSB bereits 1984 den Teil der Michigan Northern übernahm.
1988 erfolgte durch die Ann Arbor Acquisition Corporation die Neugründung der Ann Arbor Railroad durch die Übernahme der Michigan Interstate, um den Betrieb auf der Strecke Ann Arbor–Toledo fortzusetzen.
2013 erwarben die Watco Companies das Unternehmen.